# Сади та дім Беллінграта
Сади і дім Беллінграта (англ. Bellingrath Gardens and Home) — ботанічний сад на території статистично обумовленої місцевості Теодор в окрузі Мобайл, штат Алабама, США. Внесений до Національного реєстру історичних місць 19 жовтня 1982 року.

## Історія

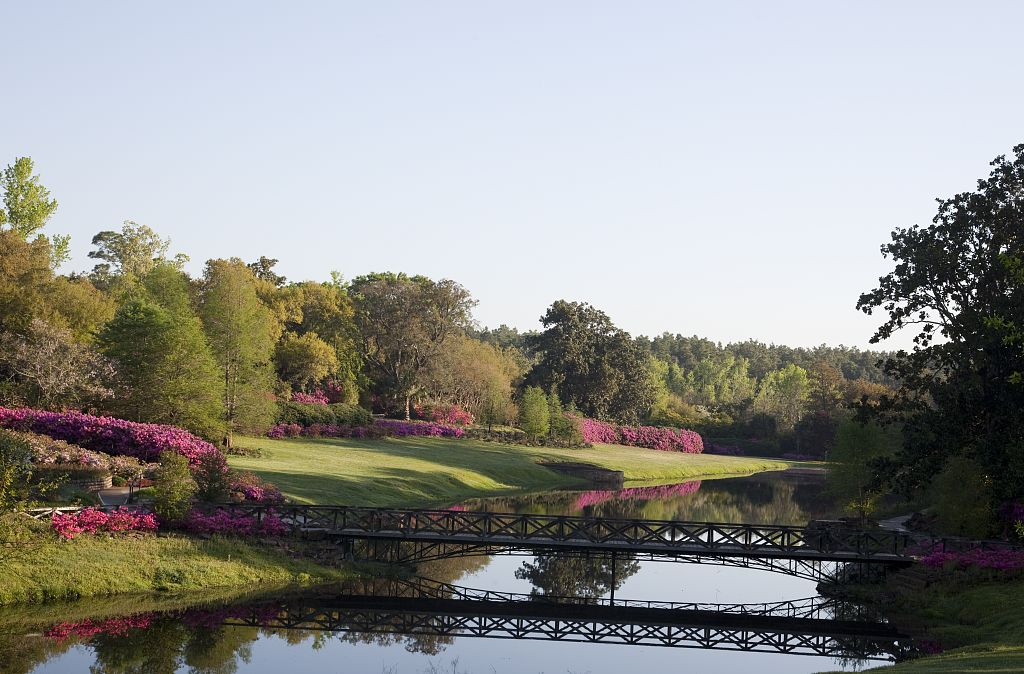

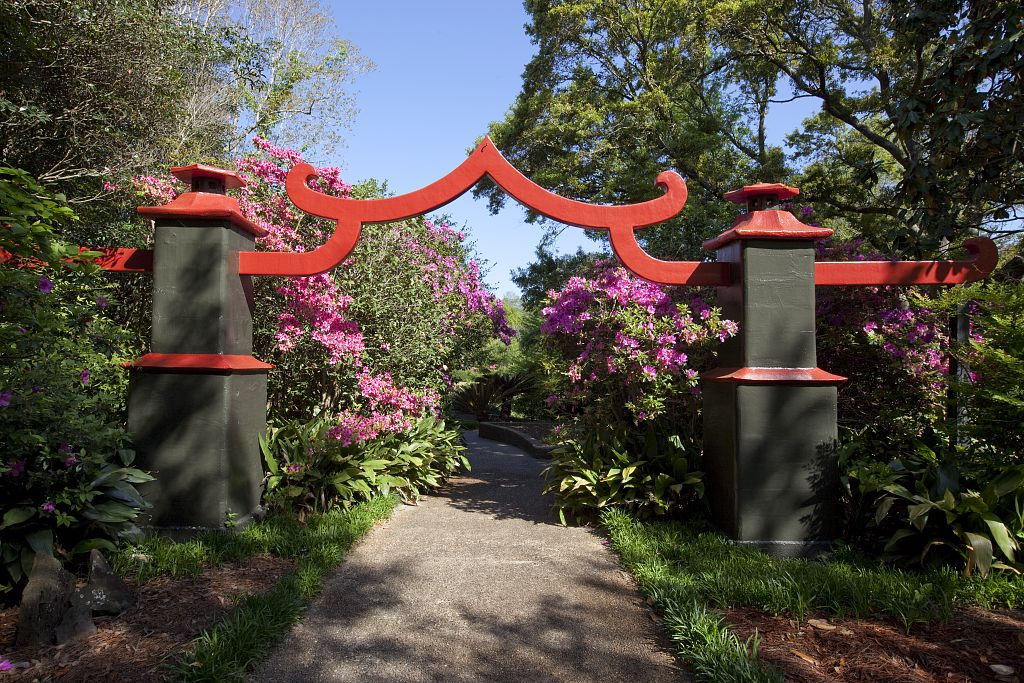

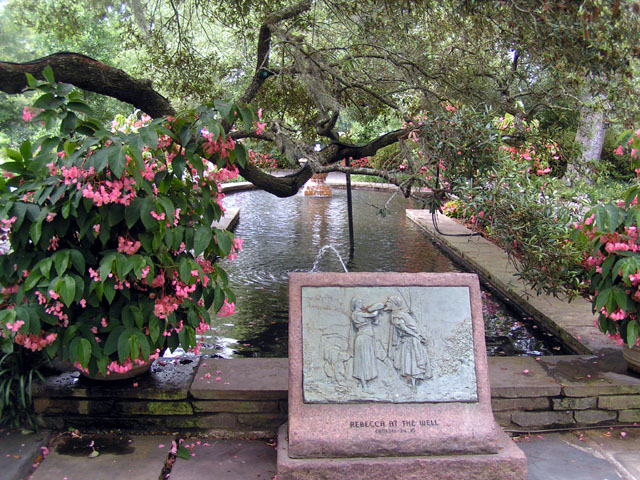

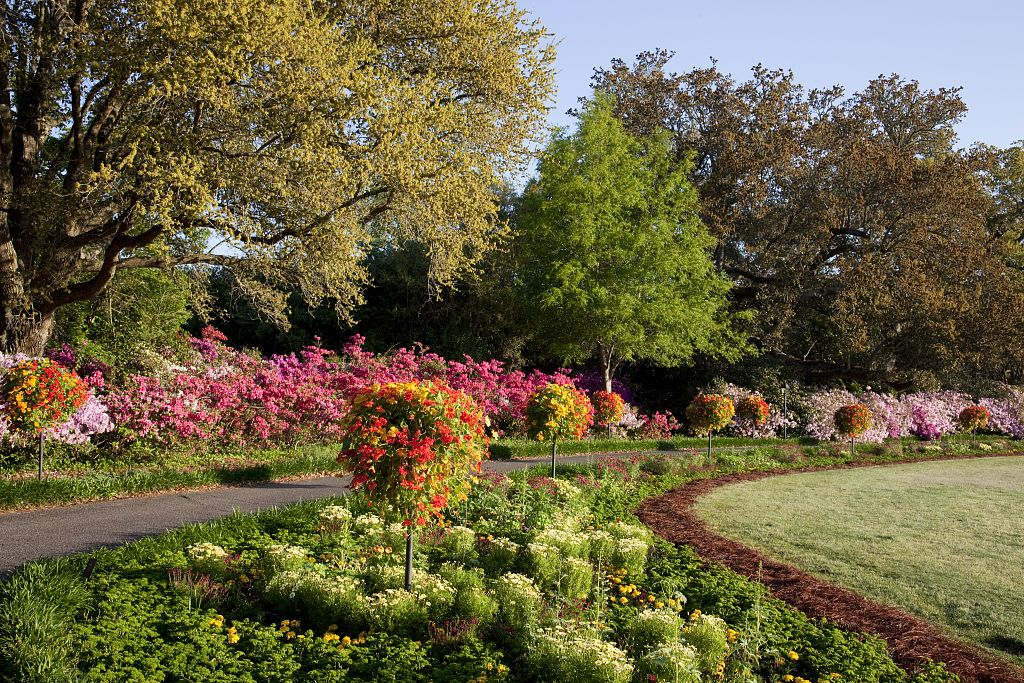

У 1917 році за порадою свого лікаря, успішний бізнесмен Вальтер Беллінграт купив для відпочинку рибальський табір, розташований уздовж річки Фаул. На цій території, де були відсутні електрика та водогін, Беллінграт побудував будиночок з видом на річку Фаул.
Бессі Беллінграт, дружина містера Беллінграта і колишня стенографістка в його фірмі, була відома своєю любов'ю до садів. В будинку, де мешкало подружжя цвів величезний сад, що викликав захоплення. Незабаром Бессі почала висаджувати свої улюблені рослини і на великій території риболовного табору Вальтера.
Після подорожі Європою в 1927 році, де вони були вражені красою англійських маєтків і європейських садів, подружжя найняли відомого архітектора Джорджа Б. Роджерса з міста Мобіл, який спроектував модель їхнього майбутнього саду.
На території саду були встановлені фонтани і водоспади, а англійська доріжка була викладена по периметру з плитнякового каменю.
Навесні 1932 року національний садовий клуб проводив чергове зібрання в місті Мобіл. 7 квітня сім'я Беллінграт запросила всіх охочих у розпал цвітіння азалій оцінити їхні сади з години дня до п'ятої вечора. Ця пропозиція викликала неочікуваний ажіотаж. Понад 5 тисяч городян застрягли на дорозі, бажаючи побачити те, чому Бессі і Вальтер дали назву «Бель Камп» («Прекрасний табір»). Поліції Мобіла знадобилися додаткові сили, щоб впоратися з трафіком. Після схвальних відгуків, подружжя вирішило зберегти сад відкритим цілий рік, починаючи з 1934 року.
Після смерті своєї дружини у 1943 році, Вальтер Беллінграт присвятив своє життя саду, який їй вдалося створити. Він сказав: «Ці сади були мрією моєї дружини, і я хочу жити, щоб бачити, що мрії збуваються».
У подружжя Беллінгратів не було дітей, і у 1955 році після смерті Вальтера Беллінграта у віці 86 років, його майно було передано до спеціального фонду для спостереження за роботою саду, а їх будинок з садами був відкритий для публіки.

## Опис
Сади Беллінграта цвітуть протягом усього року по всій території, що охоплює 65 акрів землі.
В січні-лютому в саду цвітуть камелії, тюльпани, фіалки, ротики, нарциси, мак, примула та інші.
У березні-квітні настає сезон азалій, лілій, гортензій, нагідків, шавлії, герані, дельфініїв, розрив-трави. З 15 березня по 5 квітня в садах відбувається справжній вибух кольору, коли понад 250 000 азалій розквітають разом.
З травня по вересень в садах Беллінграта настає пора троянд, алламанди, гібіскусів, каладіумів, колеусів, барвінків, петуній, чорнобривців, бегонії, декоративного перцю, бугенвілій та інших рослин.
З жовтня по листопад можна милуватися шавлією, гібіскусом і хризантемами різноманітних кольорів та ін.
В грудні в садах панує пуансетія.
В садах Беллінграта проводиться низка щорічних заходів, присвячених квітам, таких як: «Azalea Trail Maid Day», Фестиваль квітів, «Camellia Classic Car Show», «Mobile Rose Society Rose Show».